# Comté de Lawrence (Arkansas)
Pour les articles homonymes, voir Comté de Lawrence.
Le comté de Lawrence est un comté de l'État de l'Arkansas aux États-Unis. Son siège est Walnut Ridge. C'est un dry county.

## Démographie
Au recensement de 2010, il comptait 17 415 habitants. 
| 1830  | 1840  | 1850  | 1860  | 1870  | 1880  | 1890   | 1900   |
| ----- | ----- | ----- | ----- | ----- | ----- | ------ | ------ |
| 2 806 | 2 835 | 5 274 | 9 372 | 5 981 | 8 782 | 12 984 | 16 491 |

| 1910   | 1920   | 1930   | 1940   | 1950   | 1960   | 1970   | 1980   |
| ------ | ------ | ------ | ------ | ------ | ------ | ------ | ------ |
| 20 001 | 22 098 | 21 663 | 22 651 | 21 303 | 17 267 | 16 320 | 18 447 |

| 1990   | 2000   | 2010   | - | - | - | - | - |
| ------ | ------ | ------ | - | - | - | - | - |
| 17 457 | 17 774 | 17 415 | - | - | - | - | - |